# Inventos de la antigüedad
Inventos de la antigüedad es una serie de televisión estadounidense, emitida por primera vez el sábado 15 de mayo de 2010. 
La descripción que hace History sobre este programa es la siguiente: 

"Robots y helicópteros, trenes y carros, grúas y maquinaría pesada. Todos ellos parecen testamento de nuestra inteligencia moderna, ¿verdad? 
Sin embargo, estas invenciones, y muchas más, fueron concebidas hace milenios por distintas civilizaciones. Antiguos egipcios, chinos, griegos, fenicios y mayas, entre otros, son los verdaderos autores intelectuales de estas proezas de la imaginación. 
En esta nueva serie retrocederemos en el tiempo para ver las antiguas raíces de los inventos recientes. Cada creación alberga una atrapante historia llena de matices."

## Episodios
- Ingeniería Militar: 15 de mayo de 2010
- Ingeniería Naval: 22 de mayo de 2010
- Antiguas Máquinas Mineras: 29 de mayo de 2010
- Antiguas Tecnologías de Guerra: 5 de junio de 2010
- Medicina Extrema: 12 de junio de 2010
- Armas Mortales del Este: 19 de junio de 2010